# Lutz Pfannenstiel
Lutz Pfannenstiel (* 12. Mai 1973 in Zwiesel) ist ein deutscher ehemaliger Fußballtorhüter und heutiger Funktionär. Er ist der weltweit erste Fußballspieler, der in jedem der sechs anerkannten Kontinentalverbände einem professionellen Fußballverein angehörte. Seit 2010 ist er mit Unterbrüchen Experte bei verschiedenen Fernsehsendern – unter anderem für das ZDF, die BBC, CNN, den ORF, das SRF, DAZN und Eurosport.

## Karriere

### Spieler
Pfannenstiel war als Torwart in der deutschen U-17-Nationalmannschaft Teamkollege u. a. von Markus Babbel und Markus Münch. Der damals beim 1. FC Kötzting spielende Jugendliche lehnte mit 18 Jahren ein Angebot des FC Bayern München ab, bei den Amateuren im Tor zu stehen. Pfannenstiel war damals entschlossen, sofort Profi zu werden, inspiriert durch den in Belgien spielenden serbischen Torwart Ratko Svilar. Zunächst wechselte er nach Malaysia zu Penang FA. Nach sieben Monaten zog es ihn zum FC Wimbledon nach England, bei dem er aber nur im Reserveteam eingesetzt wurde. 1995 wurde er Ersatztorwart bei Nottingham Forest. Anschließend ging er auf Leihbasis für zwei Monate nach Südafrika zu den Orlando Pirates. Pfannenstiel erlebte dort den angenehmen Nebeneffekt, dass die fußballbegeisterten Straßengangs ihn liebten und nie ausraubten. Nach seinem Wechsel nach Singapur zu den Sembawang Rangers absolvierte er dort als Stammtorhüter des Teams 22 Profispiele.
Mit dem Ziel, zurück in die englische Premier League zu kommen, wechselte er in die als Ausbildungsliga bekannte finnische Liga und unterschrieb einen Einjahresvertrag beim TPV Tampere. Nach wenigen Monaten schloss er sich dem Rivalen Haka Valkeakoski an und wurde 1998 finnischer Meister.
Nach acht Spielen dort wechselte Pfannenstiel zu Wacker Burghausen. Nachdem seine indonesische Freundin Opfer rassistischer Anfeindungen geworden war, ließ er sich nach 14 Spielen zu Geylang United in Singapur transferieren. Dort absolvierte er seine Karriere-Bestmarke von 46 Spielen. Mit Geylang United erreichte er die AFC Champions League. Er hielt in dieser Zeit so gut, dass er überlegte, seine Freundin zu heiraten, einen indonesischen Pass anzunehmen und für die Fußballnationalmannschaft von Indonesien anzutreten. 1999 wurde er wegen des Verdachts auf Betrug bei Sportwetten festgenommen und später zu fünf Monaten Haft verurteilt. Er wurde beschuldigt, mit einem Buchmacher, der gegen ihn ausgesagt hatte, verbotene Absprachen getroffen zu haben. Von den drei Spielen, die er manipuliert haben sollte, gewann seine Mannschaft zwei und spielte einmal unentschieden. Ihm wurde auch vorgeworfen, „auffallend gut“ gehalten zu haben.
Nach 101 Tagen im Gefängnis wurde Pfannenstiel, teils wegen guter Führung und nach Intervention der deutschen Botschaft vorzeitig aus der Haft entlassen. Er gilt in Deutschland bis heute nicht als vorbestraft. Pfannenstiel wurde von der AFC, dem asiatischen Kontinentalverband, lebenslang gesperrt. Die FIFA sperrte ihn für sechs Monate, datierte die Sperre allerdings zurück, sodass er nach der Haftentlassung wieder spielberechtigt war. Er trainierte einige Wochen in England bei Bradford Park Avenue mit, um sich wieder aufzubauen – Pfannenstiel hatte im Gefängnis 16 kg abgenommen – und wechselte schließlich zu Dunedin Technical in Neuseeland. Mit seinem Debüt für einen ozeanischen OFC-Verein brachte er die Zahl seiner Kontinentalverbände auf vier. In Neuseeland blieb er insgesamt fünf Jahre. Da die neuseeländische Meisterschaft nur von November bis April lief, suchte er sich für die andere Jahreshälfte ein weiteres Engagement im Ausland. So kam er beim ASV Cham in Deutschland und für eine Halbsaison bei Bradford Park Avenue unter. Während seiner Zeit in Bradford wurde er bei einem Zusammenprall mit einem Gegenspieler so schwer verletzt, dass er auf dem Spielfeld dreimal wiederbelebt werden musste.
Um sich besser mit seinen Einsätzen in Neuseeland arrangieren zu können, suchte Pfannenstiel nach Vereinen in Ländern, die ebenfalls eine kurze Meisterschaft spielten, um auch eine Meisterschaft zwischen April und Oktober spielen zu können. Er bekam zunächst in Norwegen beim Bærum SK einen Vertrag und galt als Topverdiener, bis der Klub in finanzielle Schwierigkeiten geriet.
Daraufhin ging Pfannenstiel nach Kanada und absolvierte 28 Spiele für die Calgary Mustangs. Mit seinem Profidebüt für einen Verein der nord- und mittelamerikanischen CONCACAF erhöhte er die Zahl seiner Kontinentalverbände auf fünf. Danach wechselte er wieder nach Neuseeland zu Otago United, dem Lokalrivalen seines alten Vereins Dunedin. 2006 ging er dank einem Kontakt zum ehemaligen DDR-Nationaltorwart Ulrich Schulze nach Albanien zum KS Vllaznia Shkodra, bei dem Schulze Trainer war. Als dieser entlassen wurde, verließ Pfannenstiel den Klub ebenfalls. 2007 folgte ein zweites Intermezzo bei Bærum, gefolgt von einer Verpflichtung bei den Vancouver Whitecaps. Mit seinem anschließenden Wechsel nach Brasilien zu CA Hermann Aichinger und seinem Debüt in einem südamerikanischen CONMEBOL-Profiverein wurde er der erste Spieler, der in allen sechs Kontinentalverbänden mindestens ein Profispiel absolviert hat.
Sein offiziell letztes Spiel als aktiver Fußballprofi bestritt er am 10. Juni 2011 im Dreiflüssestadion bei einem Benefizspiel des Global United FC, der im Rahmen der 100-Jahr-Feierlichkeiten jeweils eine Halbzeit gegen die Mannschaft des gastgebenden 1. FC Passau sowie einer Niederbayern-Auswahl antrat.

### Trainer
Bereits Anfang 2007 bekam Pfannenstiel die Offerte eines Millionärs in Armenien, dort als Trainer für FC Bentonit Ijevan ein konkurrenzfähiges Team zu formen. In drei Monaten verpflichtete Pfannenstiel 18 Spieler aus der ganzen Welt, bis der Mäzen die Finanzierung des Vereins schließlich einstellte.
Im April 2008 kehrte Pfannenstiel nach Deutschland zurück und trat ein Engagement als Torwarttrainer der vom Deutschen Reinhold Fanz betreuten Nationalmannschaft Kubas an, die sich in Süddeutschland und Österreich auf die Qualifikationsspiele zur WM 2010 vorbereitete. Er blieb jedoch weiterhin aktiver Spieler. Es folgten Verträge bei Flekkerøy IL und Manglerud Star, anschließend war er Spielertrainer bei den Ramblers in Namibia und gleichzeitig Torwarttrainer und Co-Trainer der namibischen Nationalmannschaft.

### Scout und Experte
Bei der Fußball-WM 2010 war Lutz Pfannenstiel als Experte bei den Übertragungen des ZDF im Einsatz.
Nachdem Pfannenstiel 2010 seine aktive Karriere beendet hatte, unterschrieb er am 28. Februar 2011 als Scout und Leiter der internationalen Beziehungen bei der TSG 1899 Hoffenheim. Von seinen Reisen weltweit berichtet der Hoffenheimer Videokanal regelmäßig in der Serie Lutz on Tour. Nebenbei arbeitet Pfannenstiel als Experte für Entwicklungsländer beim Deutschen Fußball-Bund.
In der Saison 2012/2013 war er Experte der Ran-on-Webshow bei Europa-League-Übertragungen.
Bei der Fußball-Weltmeisterschaft 2014 arbeitete er wieder mit Rudi Cerne als Experte für das ZDF und darüber hinaus für BBC World. Bei der Afrikameisterschaft 2015 war er bei den Übertragungen des Sportsenders Eurosport als Co-Moderator im Einsatz.
Die Fifa führt ihn als offiziellen Trainerausbilder.
Seit November 2014 schreibt Pfannenstiel als Experte für den Daily Mirror eine Fußballkolumne.
Bei der Weltmeisterschaft 2018 und der Europameisterschaft 2021 war Pfannenstiel Experte beim Schweizer Fernsehen SRF.

### Funktionär
Vom 16. Dezember 2018 bis zum 31. Mai 2020 war er als Sportvorstand bei Fortuna Düsseldorf in der Bundesliga tätig.
Mitte August 2020 wurde Pfannenstiel vom MLS-Franchise St. Louis City als Sportdirektor vorgestellt. St. Louis City nahm zur Saison 2023 den Spielbetrieb auf und gewann in der ersten Saison die Western Conference. Pfannenstiel war wesentlich beim Aufbau des Teams beteiligt: „Als ich … anfing, gab es hier nichts. Keinen Ball, keinen Mitarbeiter, kein Stadion. Ich hatte einen Laptop und viele Ideen. Einen neuen Klub aufzubauen war sehr reizvoll und für mich das spannendste Projekt im Profifussball.“ (Neue Zürcher Zeitung)

## Erfolge
- Finnischer Meister mit Haka Valkeakoski (1998).
- Meister in Singapur mit Geylang United (2000).

## Privatleben
Pfannenstiel ist seit 2006 in zweiter Ehe verheiratet und hat eine Tochter.

## Global United FC
Pfannenstiels Projekt Global United FC will mit spektakulären Fußballspielen an besonderen Orten auf die Gefahren des Klimawandels aufmerksam machen. Im Januar 2014 war ein Spiel des Global United FC in der Antarktis geplant, weitere Stationen sollen das Amazonas-Gebiet, Nepal, Namibia und Tansania sein. Unterstützt wird das Projekt von prominenten ehemaligen Fußballspielern wie Aldair, Fredi Bobic, Carlos Valderrama, Cafu, Bebeto, Ole Gunnar Solskjær, Pavel Nedvěd, Christian Karembeu und Stig Tøfting.

## Trivia
- In Finnland machte er die Erfahrung, dass das Spiel wegen eines riesigen Moskitoschwarms in der ersten Halbzeit unterbrochen wurde, alle Zuschauer flüchteten und das Spiel in der zweiten Halbzeit vor völlig leeren Rängen fortgesetzt wurde.[2]
- In Neuseeland machte er Schlagzeilen, als er einen Dieb, der bei ihm eingebrochen hatte und ihm 1500 neuseeländische Dollar, eine Playstation, Sonnenbrillen und sein Torwarttrikot gestohlen hatte, eigenhändig aufgriff und sein Eigentum zurückholte.
- Pfannenstiel, der nach inoffizieller eigener Schätzung in „über 600 Stadien Fußball“ gespielt hat, nennt als Lieblingsstadien das Maracanã-Stadion in Brasilien und das Highbury in London.
- Als Tiefpunkte seiner Karriere nennt er neben der Singapur-Affäre „kakerlakenverseuchte Umkleidekabinen“ in Thailand und Sri Lanka sowie das Trainieren auf einem unfreiwillig gedüngten Platz in Armenien, da die Sanitärrohre im Stadion geplatzt waren.[18]
- Über ein Kapitel seiner Karriere schweigt sich Pfannenstiel bis heute aus. Er stand einmal in der Ukraine unter Vertrag, wo er vermutlich mit der Mafia in Kontakt kam. Aus Angst vor Repressalien verschweigt er bis heute den Namen der Stadt, des Vereins und auch des Präsidenten: „Vor dem Klub, bei dem ich dort war, vor dem habe ich einen Heidenrespekt, ja sogar Angst. Das war alles ziemlich rau dort, und ich bin sehr froh, dass ich da heil rausgekommen bin.“[19] Von dieser Zeit ist die Anekdote bekannt, nach der ihm einmal sein Auto gestohlen wurde, Pfannenstiel sein Leid dem Präsidenten klagte, der seine guten Verbindungen zur Unterwelt spielen ließ und Pfannenstiel binnen einer Stunde seinen Pkw zurückerhielt.[2]
- Bei einem Spiel auf den Malediven wurde der Anstoß auf zwölf Uhr mittags gelegt und da die Zuschauer die Stimmung mit Feuern anheizten, wurde es so heiß, dass die ersten Spieler nach fünf Minuten kollabierten und Geylang das Spiel mit nur neun Spielern mit einem torlosen Unentschieden beendete. Das Rückspiel wurde mit 11:0 gewonnen.[20]

## Publikationen
- mit Christian Putsch: Unhaltbar – Meine Abenteuer als Welttorhüter. Rowohlt, Reinbek 2009, ISBN 978-3-499-62508-4.
- The Unstoppable Keeper. Vision Sports Publishing, 2014, ISBN 978-1-909534-28-5.